# The Call to Arms (film, 1910)

The Call to Arms est un film américain réalisé par D. W. Griffith, sorti en 1910.

## Fiche technique
- Titre original : The Call to Arms
- Réalisation : D. W. Griffith
- Scénario : Frank E. Woods
- Photographie : G.W. Bitzer
- Société de production : Biograph Company
- Pays de production :  États-Unis
- Langue originale : anglais
- Format : noir et blanc - film muet
- Durée : 17 minutes
- Date de sortie :
  - USA : 25 juillet 1910

## Distribution
- Henry B. Walthall
- Marion Leonard
- Joseph Graybill
- Mary Pickford
- Dell Henderson
- Owen Moore
- Mack Sennett
- Dorothy West